# Casilda Benegas Gallego
Casilda Ramona Benegas de Gallego (Trinidad, 8 aprile 1907 – Mar del Plata, 28 giugno 2022) è stata una supercentenaria argentina di origine paraguaiana di 115 anni e 81 giorni. È la persona argentina più longeva di sempre la cui età sia stata convalidata dal Gerontology Research Group; al momento della sua morte era la persona vivente più longeva dell'America meridionale e la quarta persona vivente più longeva al mondo dopo Lucile Randon, Tekla Juniewicz e Maria Branyas.

## Biografia
Casilda Benegas nacque l'8 aprile 1907 a Trinidad, nel dipartimento di Itapúa, in Paraguay, da Patricio Benegas e Asunción Ojeda. Fu battezzata nella chiesa di Santisima Trinidad; nello stesso luogo sposò poi Benigno Gallego Cuenya. Dopo il matrimonio, il 6 aprile 1945, si trasferì in Argentina. Casilda è stata una casalinga per tutta la vita e si è dedicata alla cura dei suoi due figli e alla crescita dei suoi nipoti, dai quali ha avuto anche diversi pronipoti. Nel 2000, all'età di 93 anni, emigrò in Spagna ma 13 anni dopo tornò in Argentina, a Mar del Plata, per stabilirvisi definitivamente. Ha compiuto 115 anni l'8 aprile 2022, diventando la 60ª persona nella storia ad averli compiuti.
Secondo il Sistema Nazionale argentino di Sorveglianza Sanitaria, Casilda Benegas è una dei quasi 500 cittadini argentini di 100 o più anni (al 10 dicembre 2020) ad essersi ammalati di COVID-19 ed essere guariti. Casilda è risultata positiva al SARS-CoV-2 all'età di 113 anni, contraendo un'infezione lieve e guarendo il 23 dicembre 2020, all'età di 113 anni e 8 mesi, ristabilendosi. Fino a quel momento era la persona risultata positiva al Covid ad un'età più avanzata: ciò non significa però che fosse la più anziana superstite in assoluto, in quanto la spagnola Maria Branyas Morera, nata un mese abbondante prima della Benegas (il 4 marzo 1907), si era già ammalata di Covid nell'aprile 2020, ma era guarita all'età di 113 anni e 2 mesi, cioè 6 mesi meno della Benegas al momento della sua guarigione. Il primato di Casilda è comunque stato battuto nel gennaio 2021, quando Lucile Randon è risultata positiva al virus all'età di 116 anni e 11 mesi; anch'ella è sopravvissuta, guarendo dall'infezione pochi giorni prima di compiere 117 anni.
È deceduta il 28 giugno 2022 nella città argentina di Mar del Plata, all'età di 115 anni e 81 giorni.